# Bidronningeføde
Bidronningeføde, også kaldet dronningegelé, dronningebisaft og gelée royale, er et sekret som udskilles af honningbier og bruges til at fodre bilarver og voksne bidronninger med. Det udskilles fra kirtler i hypopharynx i munden på ammebier og gives til alle larver i kolonien uanset køn og kaste.
Arbejderbierne laver særlige dronningeceller når et bisamfund laver nye dronninger, og larverne i disse celler fodres med store mængder bidronningeføde. Denne fodring igangsætter udviklingen af dronningernes særlige morfologi, herunder de fuldt udviklede æggestokke som bruges til at lægge æg.

## Menneskelig brug
Bidronningeføde indsamles og markedsføres som et kosttilskud for mennesker. Det bruges som en alternativ behandling i kategorien apiterapi, men Den Europæiske Fødevaresikkerhedsautoritet har konluderet at de nuværende undersøgelser ikke understøtter påstande om at bidronningeføde har positive virkninger på menneskers helbred. I USA har Food and Drug Administration taget retslige skridt mod firmaer som bruger uunderbyggede påstande om positive virkninger til at markedsføre produkter med bidronningeføde.
Bidronningeføde kan give allergiske reaktioner hos mennesker gående fra nældefeber og astma til dødelig shock. Hyppigheden af allergiske reaktioner kendes ikke. Risikoen for allergi overfor bidronningeføde er størst hos personer som også har andre allergier.

## Sammensætning
Bidronningeføde består af 67 % vand, 12,5 % protein, 11 % simple sukkerarter (monosakkarider), 6 % fedtsyrer og 3,5 % 10-hydroxy-2-decenoic acid (10-HDA). Det indeholder også spormineraler, antibakterielle og antibiotiske stoffer, pantothenic acid (vitamin B5), pyridoxin (vitamin B6) og små mængder vitamin C.
Fem proteiner kaldet MRJP1, MRJP2, MRJP3, MRJP4 og MRJP5 (for Major Royal Jelly Protein) udgør 83-90 % af det samlede proteinindhold i bidronningeføde. MRJP1 er det største protein, og det der er mest af. Proteinerne antages at være medvirkende til at dronningelarver udvikler sig anderledes end arbejderlarver.

## Epigenetiske virkninger
Dronninger og arbejderbier hos honningbier er et eksempel på miljømæssigt kontrolleret fænotypisk polymorfisme. Selv hvis to larver har identisk dna, kan den ene vokse op til at blive dronning og den anden arbejderbi, med store forskelle på mange områder inkl. anatomiske og fysiologiske forskelle, livslængde og mulighed for reproduktion. Dronninger er den hunlige kønnede kaste og har store aktive æggestokke, mens arbejdere kun har rudimentære inaktive æggestokke og er sterile. Skellet mellem dronning og arbejder er kontrolleret epigenetisk ved forskellig fodring med bidronningeføde. Det synes at ske på grund af proteinindholdet. En larve som skal blive til en dronning, får store mængder bidronningeføde, hvilket udløser en række molekulære ændringer som resulterer i udvikling af en dronning. Det er vist at fænomenet er fremkaldt af en epigenetisk ændring af dna kaldet CpG-methylation.